# دكستر بيتمان
دكستر بيتمان (بالإنجليزية: Dexter Pittman)‏ مواليد 2 مارس 1988، هو لاعب كرة سلة أمريكي بدأ مسيرته الاحترافية في سنة 2010 يلعب في الدوري التركي لكرة السلة ويحمل الرقم 25. يبلغ طوله 6 قدم 11 بوصة (2.1 م).

## فرق لعب لها
- ميامي هيت
- ميمفيس غريزليس
- أتلانتا هوكس

## روابط خارجية
- دكستر بيتمان على موقع إن بي أي (الإنجليزية)
- دكستر بيتمان على موقع دوري كرة السلة الياباني للمحترفين (اليابانية)
- دكستر بيتمان على موقع سبورتس رفرنس (الإنجليزية)
- دكستر بيتمان على موقع كرة السلة الأوروبية.كوم (الإنجليزية)
- دكستر بيتمان على موقع كلية كرة السلة في سبورتس رفرنس.كوم (الإنجليزية)
- دكستر بيتمان على موقع ريلجم (الإنجليزية)
- دكستر بيتمان على موقع بروبوليرز (الإنجليزية)
- دكستر بيتمان على موقع سبورتس رفرنس (الإنجليزية)
- دكستر بيتمان على موقع سبورتس رفرنس (الإنجليزية)